# Unsilent Death
| Críticas profissionais | Críticas profissionais |
| Avaliações da crítica  | Avaliações da crítica  |
| Fonte                  | Avaliação              |
| ---------------------- | ---------------------- |

Unsilent Death é o primeiro álbum de estúdio da banda de hardcore punk americana Nails. Originalmente lançada em março de 2010 Streetcleaner Records/Six Feet Under Records e depois re-lançada pela Southern Lord Records.

## Track listing
| N.º            | Título              | Duração |  |
| 1.             | "Conform"           | 0:31    |  |
| 2.             | "Scum Will Rise"    | 1:03    |  |
| 3.             | "Your God"          | 0:32    |  |
| 4.             | "Suffering Soul"    | 1:30    |  |
| 5.             | "Unsilent Death"    | 2:41    |  |
| 6.             | "Traitor"           | 0:28    |  |
| 7.             | "I Will Not Follow" | 1:26    |  |
| 8.             | "No Servant"        | 0:59    |  |
| 9.             | "Scapegoat"         | 0:55    |  |
| 10.            | "Depths"            | 3:47    |  |
| Duração total: | Duração total:      | 13:52   |  |

## Integrantes
Nails
- John Gianelli - baixo
- Taylor Young - bateria
- Todd Jones - vocais, guitarras

Produção
- Billy Benson - arte da capa
- Kurt Ballou - engenheiro, mixador
- Scott Magrath - layout
- Alan Douches - masterização